# Oberea subneavei
Oberea subneavei là một loài bọ cánh cứng trong họ Cerambycidae.